# Weser Label
Weser Label ist ein deutsches Independent-Label aus Bremen, das sich auf Punkbands spezialisiert hat.
Das Label wurde im Oktober 1982 pro forma gegründet, als die deutsche Punkband Die Mimmi’s eine Platte im Selbstvertrieb herausgab und einen Namen für die Vertriebsfirma brauchte. Dies brachte später andere Punkbands wie Die Suurbiers oder Die Goldenen Zitronen dazu, ihre Platten ebenfalls über Labelgründer Claus Fabian zu vertreiben. Das Label wuchs und im Laufe der Jahre wurden unter anderem Alben von Rocko Schamoni, The Busters, Bela B, Wiglaf Droste, The Lurkers, Der böse Bub Eugen, Heiter bis Wolkig und Abstürzende Brieftauben veröffentlicht.
Mitte der 1980er Jahre stand das Weser-Label vor dem Konkurs. Als jedoch die Goldenen Zitronen 1986 ihren Song Am Tag, als Thomas Anders starb veröffentlichten, ein Schmählied über den Popsänger Thomas Anders, berichteten die Jugendzeitschrift Bravo und die Bild-Zeitung über die Punk-Band, woraufhin sich die Single zum Verkaufserfolg entwickelte und das Weser-Label finanziell sanierte.
1999 wurde ein Nebenlabel namens Superrock Records gegründet, das auf Rockmusik spezialisiert war. Inhaber ist Claus Fabian, der auch Schlagzeuger von ZK, der Vorgängerband der Toten Hosen, war.